# 唐沢もえ
唐沢 もえ（からさわ もえ、1992年6月19日 - ）は、東京都出身のジュニアアイドル。かつてはベリーベリープロダクションに所属していた。

## 出演

### テレビドラマ
- 天才てれびくんMAX「幸せの黄色いソウジキ」（2006年、NHK教育）真由美 役

### 映画
- 日野日出志のザ・ホラー怪奇劇場 第一夜 怪奇! 死人少女（2004年、パル企画）大原由起 役

### Vシネマ
- 14歳のスケッチ 第1話「リクエストはデイドリーム」（2006年、アイマックス）主演：三島杏 役
- 宿命のサバト～前奏曲～プレリュード～（2007年、ZENピクチャーズ）
- 宿命のサバト～円舞曲～ワルツ～（2007年、ZENピクチャーズ）

### CM
- ジャスコ 年末年始キャンペーンCM（2004年）
- 大京 ライオンズマンション（2006年）

### インターネットテレビ

#### ドラマ
- Led Glass Hopper（2004年）
- 夏休みの恋人 〜フィルムの中の彼女〜（2009年8月1日 - 、アメーバブログ / YouTube）森くるみ 役

## ビデオ・DVD
- JJIDOL 唐沢もえ12歳 WINTER DAYS（2005年、アトリー）
- 唐沢もえ12歳（2005年、日本メディアサプライ）
- Fine Angels In もえ（2005年、トライアングル・フォース）
- ストロベリ－（2006年、海王社）